# Powiat de Golub-Dobrzyń
Le powiat de Golub-Dobrzyń (en polonais : powiat Golubsko-Dobrzyński) est une unité de l'administration territoriale (district) et du gouvernement local dans la Voïvodie de Couïavie-Poméranie en Pologne.

## Division administrative
Le powiat est composé de 6 communes (gminy) :
| Gmina                                    | Type         | Superficie (km²) | Population (2006) | Chef-lieu          |
| Golub-Dobrzyń                            | urbain       | 7,5              | 13 006            |                    |
| Kowalewo Pomorskie                       | urbain-rural | 141,4            | 11 292            | Kowalewo Pomorskie |
| Golub-Dobrzyń                            | rural        | 197,5            | 8 139             | Golub-Dobrzyń *    |
| Zbójno                                   | rural        | 84,4             | 4 519             | Zbójno             |
| Radomin                                  | rural        | 80,8             | 4 104             | Radomin            |
| Ciechocin                                | rural        | 101,5            | 4 000             | Ciechocin          |
| * le chef-lieu est extérieur à la gmina. |              |                  |                   |                    |